# Hotel Bachmair am See

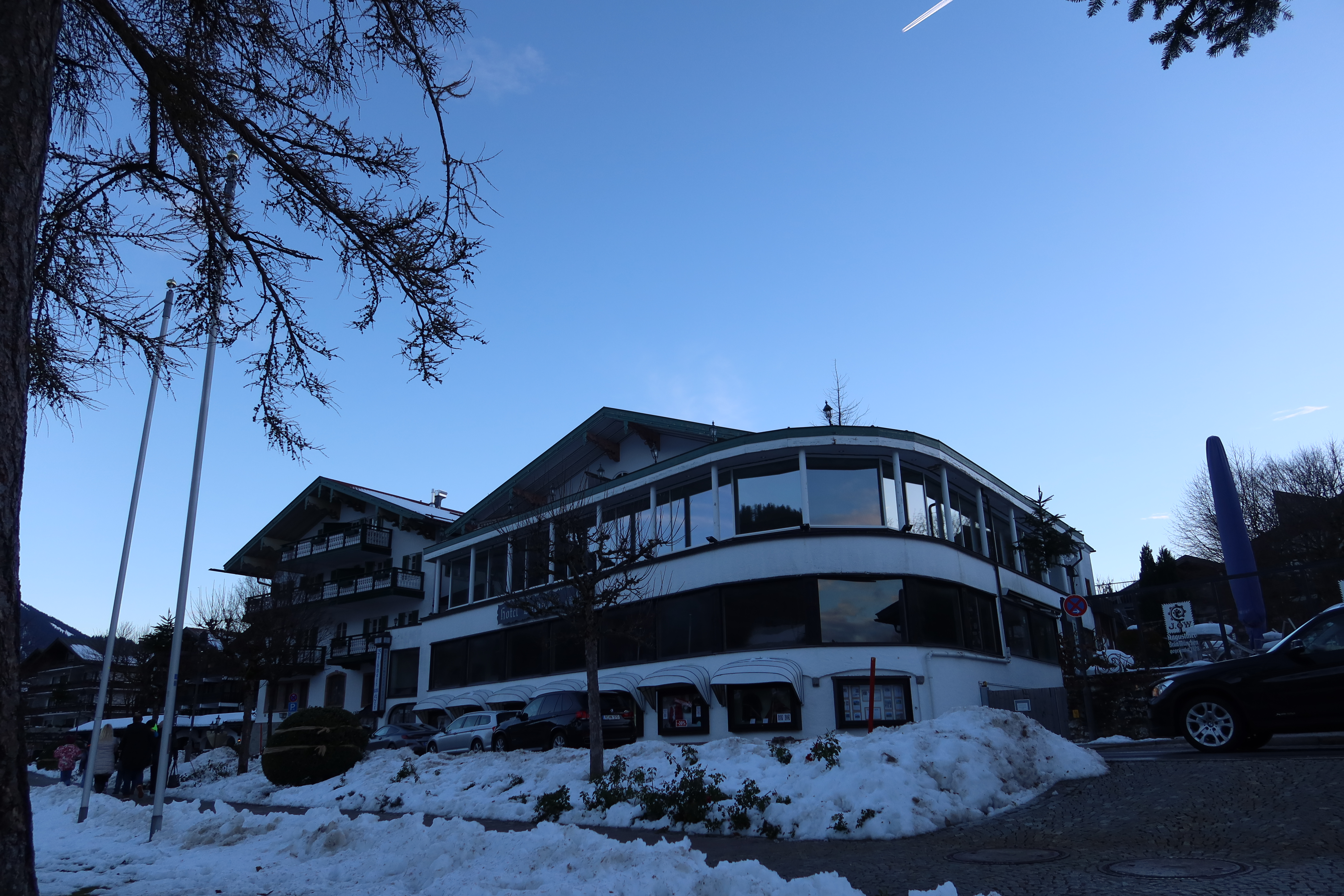
Das Bachmair am See 2023

Das Hotel Bachmair am See ist ein Vier-Sterne-Hotel am Ufer des Tegernsees in Rottach-Egern, das von 1826 bis 2019 von der Familie Bachmair/Rauh geführt wurde. Seit Januar 2021 ist es wegen Sanierung geschlossen.

## Geschichte
Der Bäckermeister Johann Bachmair öffnete 1826 eine Schankwirtschaft am Ort. Karin Bachmair (1940–2024) heiratete 1967 Karl Rauh (1929–2015) und übernahm das Hotel von ihrem Vater. Hier arbeiteten die beiden bald bekannten Hoteliers Hermann Bareiss (1966) und Heiner Finkbeiner (1969). Nach und nach wurde das Hotel erweitert, zu dem dann neun Häuser mit 520 Betten gehörten.
In den 1970er Jahren gehörte das Hotel Bachmair zur ersten Adresse im Tegernseer Tal und zog internationale Stars und die Münchner Schickeria an, beispielsweise Tina Turner, Frank Sinatra, Udo Jürgens, Fats Domino, Udo Lindenberg und Thomas Gottschalk.
2014 hatte das Hotel 288 Zimmer, acht Tagungsräume und mehrere Restaurants, Innen- und Außenpool und eine Wellnessabteilung. Das Hotel war in die Jahre gekommen; von November 2017 bis Mai 2018 wurde es zu Renovierung geschlossen. Dann wurden die dem See zugewandten Gebäudeteile neu eröffnet: 60 Zimmer, darunter zwei 80 Quadratmeter große Suiten oberhalb des Panoramarestaurants standen zur Verfügung.
Im Dezember 2019 gab die Familie bekannt, dass sie das Hotel durch ein langjähriges Erbbaurecht an die Hirmer-Gruppe vergeben hat. Diese plante einen behutsamen Umbau. Seit Januar 2021 ist das Hotel wegen umfangreicher Renovierungen geschlossen; die Eröffnung war ursprünglich für 2025 angedacht. Im Juni 2025 wurde bekannt, dass das Hotel entkernt wurde, aber die Bauarbeiten mit der Corona-Pandemie zum Erliegen kamen; nun werden im ersten Schritt die Arkaden für einen Barbetrieb genutzt.